# Cavalry FC
Cavalry Football Club – kanadyjski klub piłkarski z siedzibą w Calgary, założony 5 maja 2018 roku. Jeden z klubów-założycieli profesjonalnej ligi kanadyjskiej Canadian Premier League.

## Historia
5 maja 2018 roku Calgary zostało jednym z czterech miast, któremu Canadian Soccer Association przyznało miejsce w profesjonalnej lidze. Cavalry FC oficjalnie zaprezentowano 17 maja 2018 roku jako druga drużyna oficjalnie dołączająca do kanadyjskiej Premier League. Nazwa klubu, herb i kolory zostały ujawnione podczas imprezy w Spruce Meadows, a Tommy Wheeldon Jr. został ogłoszony jako główny trener i dyrektor generalny. Planowana jest renowacja istniejących obiektów w Spruce Meadows, w wyniku których powstanie stadion piłkarski o pojemności co najmniej 5000 miejsc.

## Symbole klubowe

### Herb i barwy
Barwami klubowymi są biel i zieleń. Klubowy herb to tarcza, w której w górnej części znajduje się napis CAVALRY, zaś w dolnej szewron i grafika używanej dawniej piłki.